# Lathromeris fasciata
Lathromeris fasciata är en stekelart som först beskrevs av Alexandre Arsène Girault 1912.  Lathromeris fasciata ingår i släktet Lathromeris och familjen hårstrimsteklar. Inga underarter finns listade i Catalogue of Life.